# Complément affectif
Complément affectif (サプリ, Suppli) est une série de josei manga écrite et dessinée par Mari Okazaki. Prépubliée dans le magazine Feel Young de l'éditeur Shodensha, elle a ensuite été reliée en dix tomes publiés du 30 juin 2004 au 7 janvier 2010. Cette série a été traduite en anglais, en français, et en polonais, éditée respectivement par Tokyopop en Amérique du Nord, Akata/Delcourt en France et Hanami en Pologne.
Durant sa parution, le manga connait aussi une adaptation en un drama de onze épisodes diffusés sur la chaîne Fuji TV du 10 juillet au 18 septembre 2006.

## Résumé
Minami (Misaki Itō), 28 ans, travaille pour une compagnie publicitaire. Elle se consacre entièrement à son travail, mais peu à son petit ami, ce qui fait douter celui-ci de l'amour qu'elle lui porte. Un jour, elle rencontre Yuya (Kazuya Kamenashi), qui travaille à mi-temps dans la même compagnie.

## Manga
La publication de Complément affectif commence au Japon en novembre 2003 dans le magazine de prépublication mensuel Feel Young de l'éditeur Shodensha pour s'achèver en décembre 2009. Le manga est aussi relié en dix volumes publiés du 30 juin 2004 au 7 janvier 2010.
Cette série a été traduite en anglais, en français, et en polonais, éditée respectivement par Tokyopop en Amérique du Nord, Akata/Delcourt en France et Hanami en Pologne. Si la version française a pour titre Complément affectif, les versions anglaise et polonaise ont pour titre Suppli, soit l'écriture rōmaji du titre original.

## Drama

### Distribution
- Misaki Itō : Fujii Minami
- Kazuya Kamenashi : Ishida Yuuya
- Eita : Ogiwara Satoshi
- Miho Shiraishi : Yugi Youko
- Kōichi Satō : Imaoka Kyoutarou
- Mirai Shida : Konno Natsuki
- Shigeyuki Totsugi : Mita Keisuke Sato Shigeyuki
- Kazuyuki Aijima (en) : Sakuragi Kunio
- Reina Asami : Watanabe Yuri
- Ryō : Tanaka Mizuho
- Akimasa Haraguchi : Matsui Yoshihide

Guest star
- Konishiki (en), sumotori jouant son propre role dans l'épisode 1

### Musique
La musique de la série est composée par Yuugo Kanno.
- Générique de début : YOU, par le groupe KAT-TUN
- Générique de fin : Real voice, par Ayaka
- Chanson incluse : Blue Days, par Ayaka